# Copadichromis geertsi
Copadichromis geertsi là một loài cá thuộc họ Cichlidae. Loài này có ở Malawi và Mozambique. Môi trường sống tự nhiên của chúng là hồ nước ngọt.